# Hiwasse (Arkansas)
Hiwasse es un lugar designado por el censo ubicado en el condado de Benton en el estado estadounidense de Arkansas. En el Censo de 2010 tenía una población de 497 habitantes y una densidad poblacional de 38,82 personas por km².

## Geografía
Hiwasse se encuentra ubicado en las coordenadas 36°25′23″N 94°19′39″O / 36.42306, -94.32750. Según la Oficina del Censo de los Estados Unidos, Hiwasse tiene una superficie total de 12.8 km², de la cual 12.8 km² corresponden a tierra firme y (0.02%) 0 km² es agua.

## Demografía
Según el censo de 2010, había 497 personas residiendo en Hiwasse. La densidad de población era de 38,82 hab./km². De los 497 habitantes, Hiwasse estaba compuesto por el 92.35% blancos, el 0.4% eran afroamericanos, el 2.01% eran amerindios, el 0% eran asiáticos, el 0.2% eran isleños del Pacífico, el 1.61% eran de otras razas y el 3.42% pertenecían a dos o más razas. Del total de la población el 4.63% eran hispanos o latinos de cualquier raza.